# 香里ヌヴェール学院中学校・高等学校
香里ヌヴェール学院中学校・高等学校（こうりヌヴェールがくいんちゅうがっこう・こうとうがっこう、英：Kori Nevers Gakuin Junior high school / senior high school）は、大阪府寝屋川市美井町にある私立中学校・高等学校。男女共学。

## 概要
1921年（大正10年）、フランスのヌヴェール愛徳修道会より、創立者メール・マリー・クロチルド・リュチニエはじめ7人の修道女が派遣され、大阪市東区左官町（現在の中央区玉造）のカトリック玉造教会（聖アグネス聖堂）にて語学などの個人教授を開始したのが始まりである。1923年（大正12年）に聖母女学院として開校し、1925年（大正14年）に高等女学校の認可を受けて聖母女学院高等女学校となった。
校地が狭隘だったため郊外移転を検討していたところ、当時京阪電気鉄道が宅地開発を行っていた香里園経営地付近の旧香里遊園地運動場跡へ移転することが決まり、移転先には小学校を併設することとなった。1932年（昭和7年）2月に北河内郡友呂岐村大字三井（現在の寝屋川市美井町）の現在地へ移転し、同年4月に聖母女学院小学校（現在の香里ヌヴェール学院小学校）が開校した。香里園移転時に竣工した校舎（後述）はアントニン・レーモンドの設計によるもので、国の登録有形文化財（建造物）に登録されている。
香里園移転の直前、1931年（昭和6年）11月に友呂岐村大字郡（現在の寝屋川市東香里園町）にカトリック香里教会が創立し、1932年（昭和7年）1月には同教会附属の幼稚園としてコドモノ桜園（現在の香里幼稚園）が開園しており、現在に至るまで本校と密接な関係を維持している。本校の前所在地でもあるカトリック玉造教会は、1945年（昭和20年）の大阪大空襲によって聖アグネス聖堂が焼失したが、1963年（昭和38年）に聖マリア大聖堂が落成している。
校訓は「OBEISSANCE ET PURETE」、フランス語で「従順と純潔」を意味する。校章の十字架に似た模様は、フランスのエルミンという動物を図案化した物で、真白い毛皮に包まれた体が少しでも汚れると死んでしまうという言い伝えから、聖母女学院創立当初に純潔の象徴とされ校章となる。
校訓、校章が意味する事は「正しいこと（真理）を聞き分け、その正しいと信ずることをためらいなく、ひたすらに実践する。しかも、その実践にはいつでも自分を犠牲に出来るやさしい心を持っている」その様な生き方が出来る人物を目指すという事である。その考えは、キリスト教（カトリック）の博愛精神がベースになっている。
京都市伏見区にある京都聖母学院中学校・高等学校は、本校と同一の学校法人により運営される姉妹校である。

## 沿革
（沿革節の主要な出典は公式サイト）
- 1921年（大正10年）5月：フランスのヌヴェール愛徳修道会より派遣された創立者メール・マリー・クロチルド・リュチニエはじめ7人の修道女が来日、カトリック玉造教会にて語学などの個人教授を開始。
- 1923年（大正12年）3月：現在の大阪市中央区玉造に聖母女学院創立。
- 1923年（大正12年）4月：開校。
- 1925年（大正14年）3月：文部大臣より認可を受け、聖母女学院高等女学校となる。
- 1932年（昭和7年）2月：現在の寝屋川市美井町に校舎が落成し、移転。
- 1942年9月（昭和17年）：英語とピアノの教師だったマリー゠エマニュエル・グレゴリー修道女がイギリス国籍だったことから、日本での敵国人の抑留政策の一環として、神戸の抑留所に収容され、のちに長崎の抑留所に移されて原爆に立ち会い、回想録[注釈 2]を残す。
- 1947年（昭和22年）4月：学制改革（新制中学校）により、聖母女学院中学校を併設。
- 1948年（昭和23年）4月：学制改革（新制高等学校）により、聖母女学院高等学校に改編。
- 1954年（昭和29年）：京阪電気鉄道が聖母女学院生徒用専用列車の運転を開始する[4][注釈 3]。
- 1984年（昭和59年）：アメリカのセントマイケルズ・カレッジ（英語版）と姉妹校提携。
- 1988年（昭和63年）：高等学校普通科にII類特別進学コースを設置。
- 1993年（平成5年）：創立70周年を迎える。
- 2001年（平成13年）：カナダ夏期英語研修開始。
- 2002年（平成14年）：2期制・週5日制を導入。中学3年生に理数・英語・総合・留学アシストの4つのコースを設置。土曜講習を開始。
- 2004年（平成16年）：中学1年に文理総合・英数特進の各コースを、高校1年に総合・英語・理数進学の各コースを設置。
- 2011年（平成23年）：校名を大阪聖母女学院中学校・高等学校に変更。
- 2017年（平成29年）：共学化し、校名を香里ヌヴェール学院中学校・高等学校に変更。
- 2020年（令和2年）　:スーパーサイエンスコースからグローバルサイエンスコースに変更。

## 建学の精神
カトリックの人間観･世界観に基づく教育を通して、真理を探求し、愛と奉仕と正義に生き、真に平和な世界を築くことに積極的に貢献する人間を育成する。

## 校舎
校舎は1932年 (昭和7年) 竣工。フィンガー型の平面配置を採用した初期の例である。設計はアントニン・レーモンド。スパニッシュ風のコロネードとコンポジット式の柱頭を持つ正面入り口が意匠上の特徴を持つ。1997年5月7日、聖母女学院校舎として登録有形文化財となった。また、DOCOMOMO JAPAN選定 日本におけるモダン・ムーブメントの建築にも選ばれている。

## 学科
- 高等学校（普通科）
  - スーパーアカデミーコース
  - スーパーイングリッシュコース
  - グローバルサイエンスコース
- 中学校
  - スーパーアカデミーコース
  - スーパーイングリッシュコース

## 部活動
- 文化部
  - 演劇部
  - からしだね（ボランティア）部
  - コーラス・ハンドベル部
  - 吹奏楽部
  - 理科部
  - 軽音楽部
  - 文芸部
  - ダンス部
- 運動部
  - 男子卓球部
  - 男子サッカー部
  - 男子硬式テニス部
  - 男子バスケットボール部
  - 男子バドミントン部
  - 女子ソフトテニス部
  - 女子バスケットボール部
  - 女子バドミントン部
  - 女子バレーボール部

## 著名な出身者
- 岩阪恵子（小説家）
- 山本容子（銅版画家）
- 浜口順子（タレント）
- 熊澤枝里子（ファッションモデル）
- 山本ひかる（女優、雀士）
- 中田湧大（サッカー選手）
- 翼和希（女優、OSK日本歌劇団男役）

## 最寄駅
- 京阪本線香里園駅